# Ventura Rodríguez
Buenaventura Rodríguez Tizón, conocido como Ventura Rodríguez (Ciempozuelos, 14 de julio de 1717-Madrid, 26 de agosto de 1785), fue un arquitecto español del siglo XVIII, considerado junto con Juan de Villanueva, el principal arquitecto del país de su época y el último barroco. Su trayectoria se sitúa entre dos grandes corrientes artísticas: el barroco y el neoclasicismo de la Ilustración europea.

## Biografía y obra
Nació en Ciempozuelos en 1717. Era hijo de Antonio Rodríguez Pantoja (nacido en 1685), profesor de arquitectura, y Jerónima Tizón, residentes en Ciempozuelos, parte de una familia de larga tradición en ese pueblo. El historiador Fernando Chueca Goitia amplió el contexto familiar en el escrito «El padre de don Ventura Rodríguez», donde destaca que Antonio Rodríguez era un afamado alarife, como demuestra la ermita de Nuestra Señora de la Salud en Borox (Toledo), obra suya según el también maestro mayor de obras Juan Manuel de Cárdenas. 
Así, mientras ayudaba a su padre en Aranjuez, dio pruebas de una fuerte y hábil inclinación hacia el dibujo, de modo que no tardó en hallar ocupación como delineante de los ingenieros franceses que dirigían las obras (Esteban Marchand y Leandro Bachelieu).
Con motivo del traslado de la corte a Aranjuez, el arquitecto Filippo Juvara (encargado del proyecto del Palacio Real de Madrid) tiene ocasión de ver unos croquis de Ventura Rodríguez, y solicita al rey que le sea asignado como delineante. El arquitecto italiano se convirtió entonces en maestro de Rodríguez, de forma que a su muerte en 1736, su sucesor al frente del proyecto del Palacio Real, Giovanni Battista Sacchetti, lo mantuvo con él. En 1741 ostentaba ya el cargo de aparejador segundo del Palacio Real.
A pesar de las carencias de una formación sin viaje a Italia, Ventura Rodríguez pudo adquirir un profundo conocimiento de la arquitectura de Gian Lorenzo Bernini y Francesco Borromini a través de las estampas que circulaban entre los arquitectos de la corte y los estudios y reinterpretaciones de sus maestros. Heredero por tanto de la Escuela de Roma, fue depurando sus gustos barrocos para seguir una línea más herreriana. En 1747 fue nombrado académico de mérito de la Academia de San Lucas de Roma. 

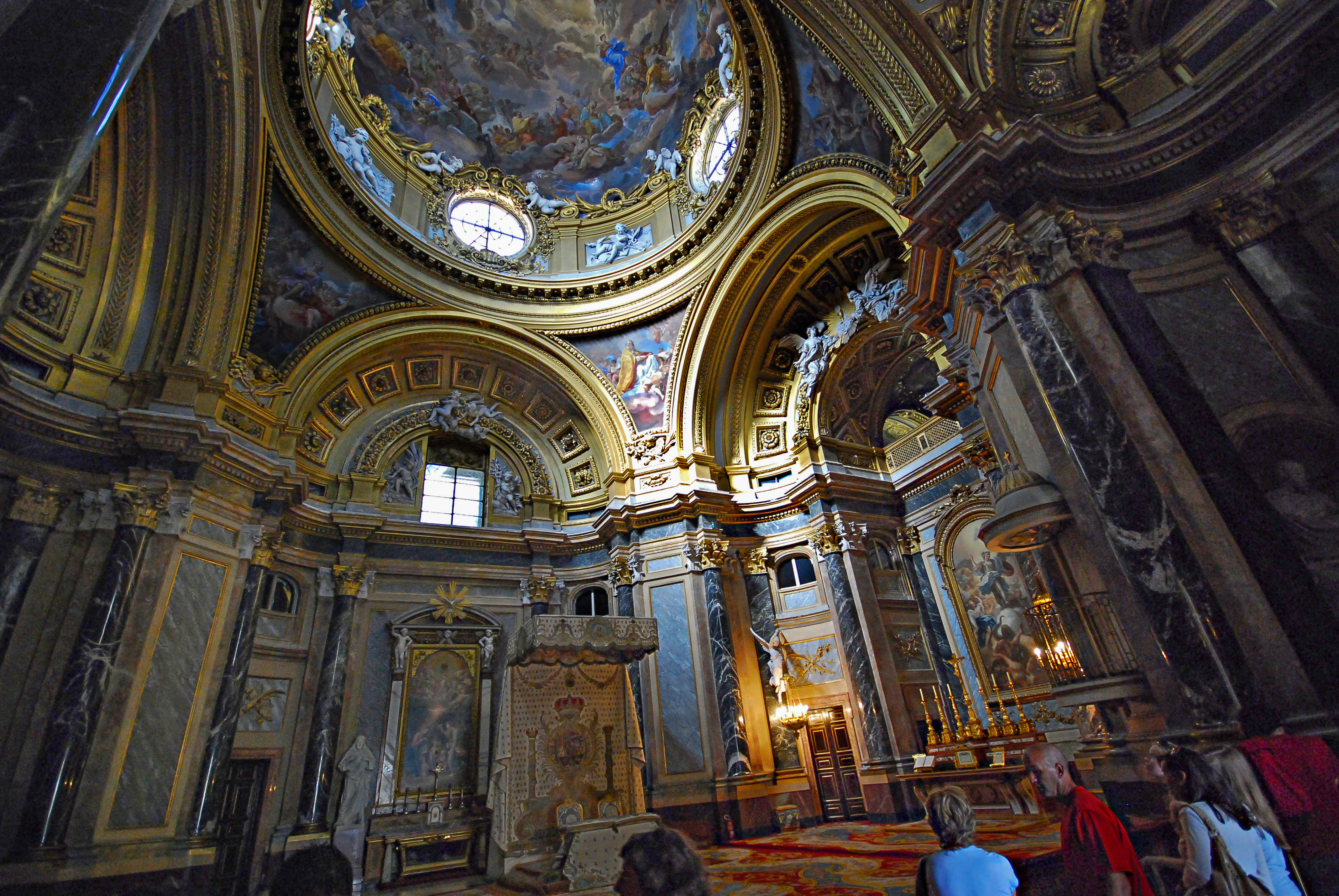
Capilla del Palacio Real de Madrid.

En 1749 consiguió un resonante triunfo al escoger el rey Fernando VI su proyecto para la construcción de la capilla del Palacio Real de Madrid, prefiriéndolo al del propio Gian Battista Sacchetti, de quien Ventura era entonces ayudante, como se ha indicado. Entre ese mismo año de 1749 y 1753 construyó la iglesia parroquial de San Marcos en Madrid (Monumento Nacional desde 1944), con una planta de cinco elipses sucesivas (sorprendente por la inversión de valores, la articulación disimétrica de los espacios y la resonancia de sus bóvedas elípticas) y una fachada de orden gigante flanqueada por antecuerpos curvos que conforman un atrio cóncavo. En 1752 fue nombrado director de los estudios de arquitectura de la Real Academia de Bellas Artes de San Fernando.
En 1750 recibió el encargo para la remodelación y terminación de la basílica del Pilar de Zaragoza. Los anteriores proyectos de Felipe Busiñac, Felipe Sánchez y Francisco de Herrera el Mozo no lograban satisfacer las tres exigencias del cabildo: distancia conveniente al río Ebro, orientación apropiada y alineación de la fábrica del templo en consonancia con la mirada de la Virgen. El hábil proyecto de Ventura satisfizo tales requisitos y, de esta forma, el arquitecto se apuntó uno de sus mayores y más populares triunfos. Sugirió la solución del alojamiento y trazó el diseño arquitectónico de la capilla de la Virgen, un templete de planta cuadrilobulada a base de sectores circulares y bóveda elipsoidal. Es precisamente en esta capilla donde se produce la transición del estilo barroco al neoclásico, manifestándose este último en la decoración del interior del templo.

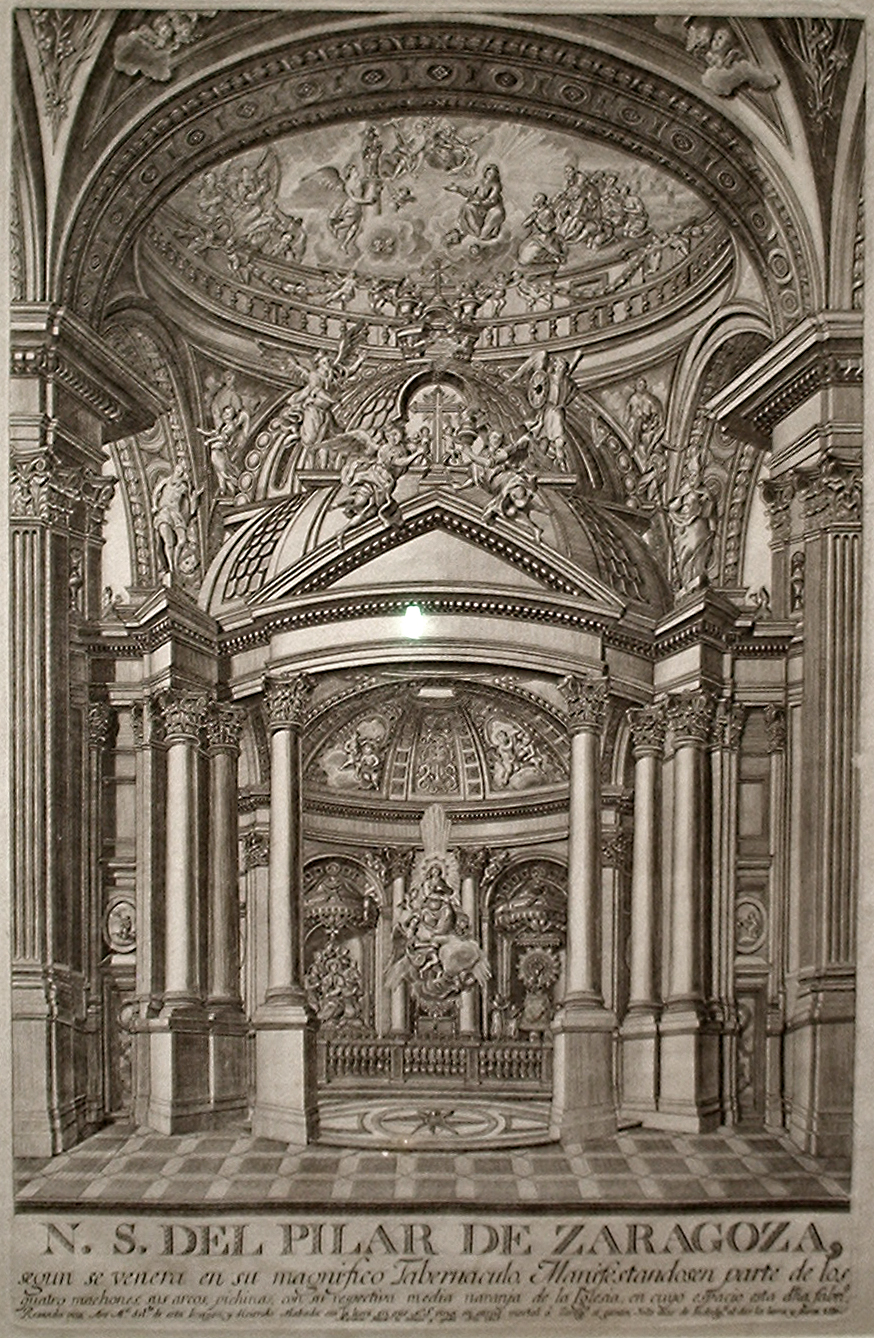
Santa Capilla de Nuestra Señora del Pilar (Zaragoza), diseñada por Ventura Rodríguez en 1750.

El cabildo de la Catedral de Cuenca reclamó sus servicios para levantar un transparente (ventana de cristales que ilumina y adorna el fondo de un altar) que rivalizara con el levantado por Narciso Tomé en la Catedral de Toledo. Rodríguez lo situó en un ambulatorio gótico, de forma que resplandeciera gracias a la iluminación posterior e indirecta, por cuyo medio se consiguen unos espectaculares efectos. 

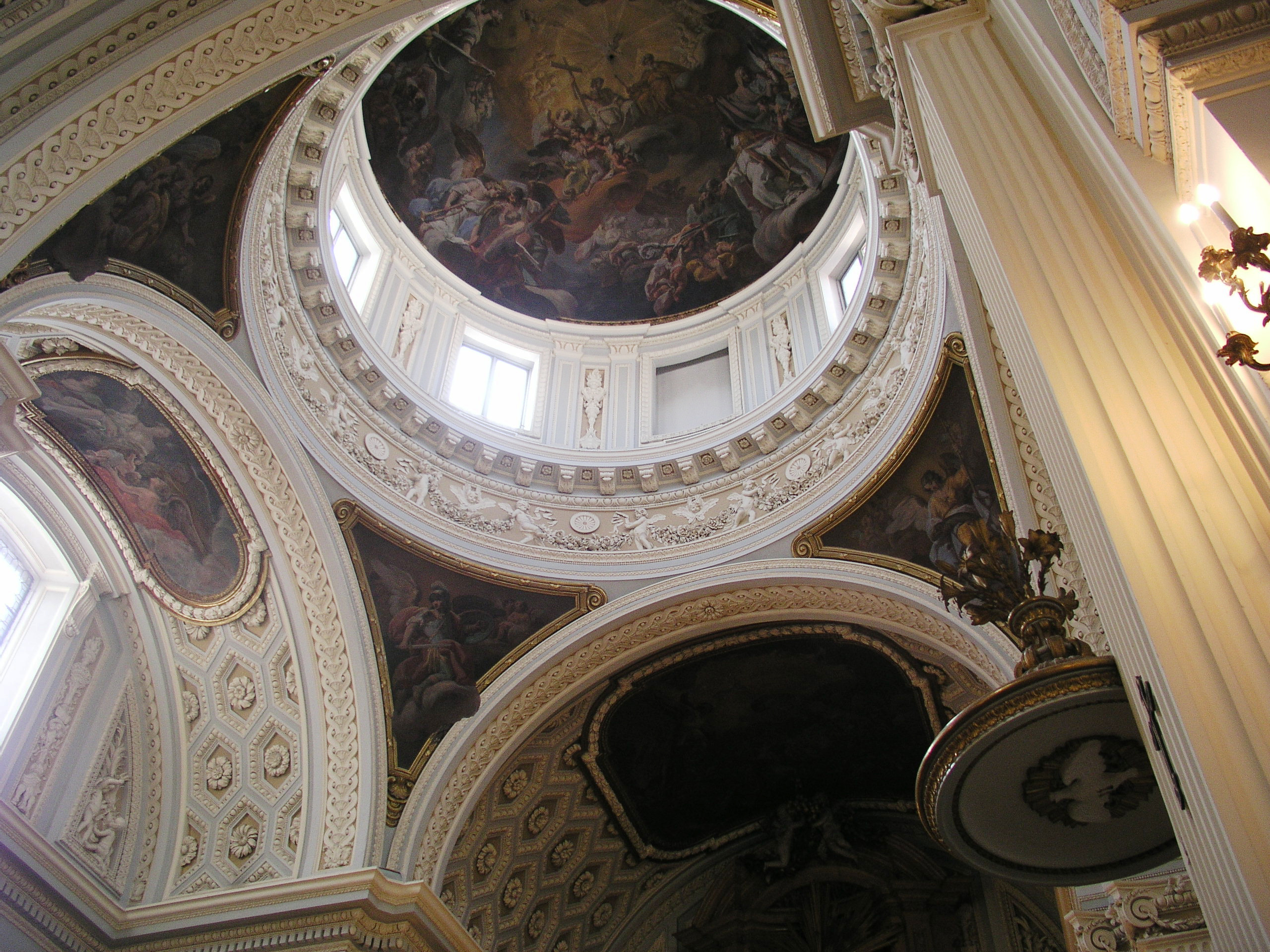
Interior del Real Monasterio de la Encarnación (Madrid).

Entre 1755 y 1767 realizó la exquisita decoración interior de la iglesia del Real Monasterio de la Encarnación, en Madrid, con claras reminiscencias de los modelos del barroco romano, su fuente de inspiración predilecta.

### Fracaso en la Corte y nuevos encargos
En este momento, su éxito parecía no conocer límite. Sin embargo, Fernando VI encarga al arquitecto francés Jacques Marquet importantes obras en Aranjuez y, tras su muerte, el nuevo rey, Carlos III, lo aparta de las Obras Reales (al igual que a Sacchetti), nombrando, en 1760, como Maestro Mayor de las Obras Reales al palermitano Francesco Sabatini, quien ya había trabajado para él durante su etapa como rey de Nápoles y Sicilia (como Carlos VII), concretamente en la construcción del Palacio Real de Caserta, obra que dirigió su maestro y suegro Luigi Vanvitelli. No obstante, fue tal la cantidad de encargos que recibió, sobre todo de particulares, que sus obras se encuentran repartidas por toda la geografía española.

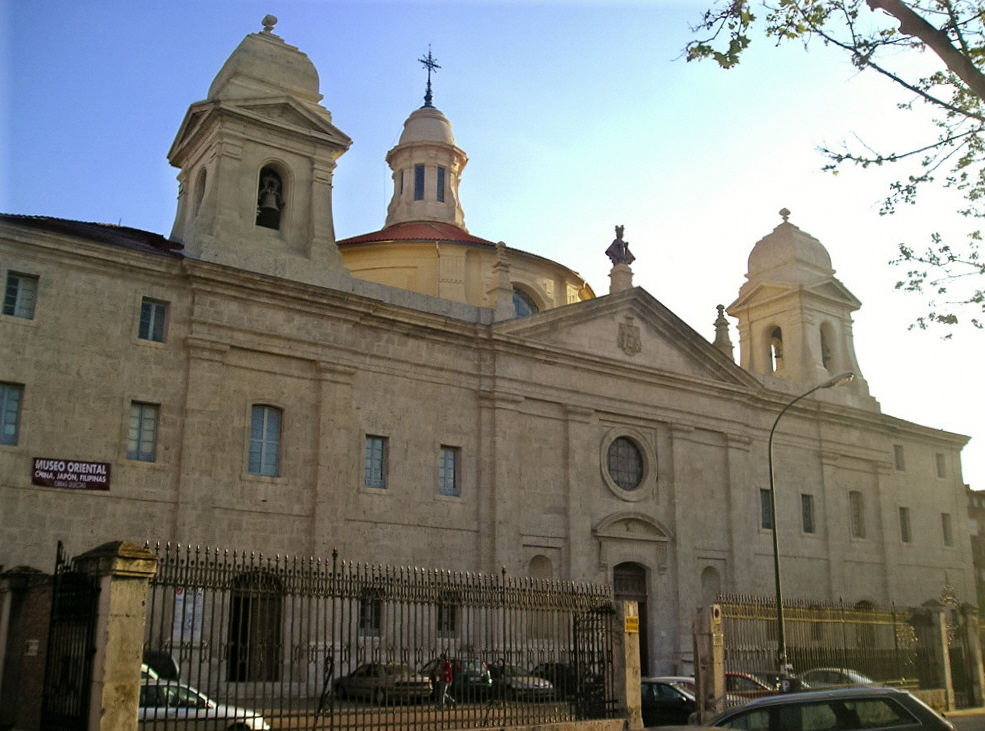
Fachada principal del convento de los Agustinos Filipinos (Valladolid).

Un hecho resultó decisivo para ello: su nombramiento, en 1766, por parte del Consejo de Castilla, como supervisor de los planos de todos aquellos edificios que necesitaban la licencia del Consejo para su construcción; es decir, todos los proyectos que tenían que ser enviados a la Contaduría General de Arbitrios y Propios del Reino (órgano dependiente del Consejo de Castilla, creado por real decreto de 30 de julio de 1760, para supervisar y controlar las finanzas municipales de todos los reinos de España) pasaban por la jurisdicción de Ventura Rodríguez. El proceso era el siguiente: cuando un ayuntamiento quería reparar o construir un edificio municipal, encargaba a un maestro local que preparase un proyecto con los planos, alzados y coste aproximado de la obra, que era enviado al Contador General de Propios y Arbitrios del Reino, Gaspar Becerra, quien a su vez lo trasladaba a Ventura Rodríguez para su estudio, quien si lo estimaba conveniente reformaba algunos aspectos o realizaba un nuevo plan; todos sus informes volvían al Contador General para presentarlos a la Sala Primera de Gobierno del Consejo de Castilla, donde se tomaba la decisión final, que era remitida de nuevo al ayuntamiento.

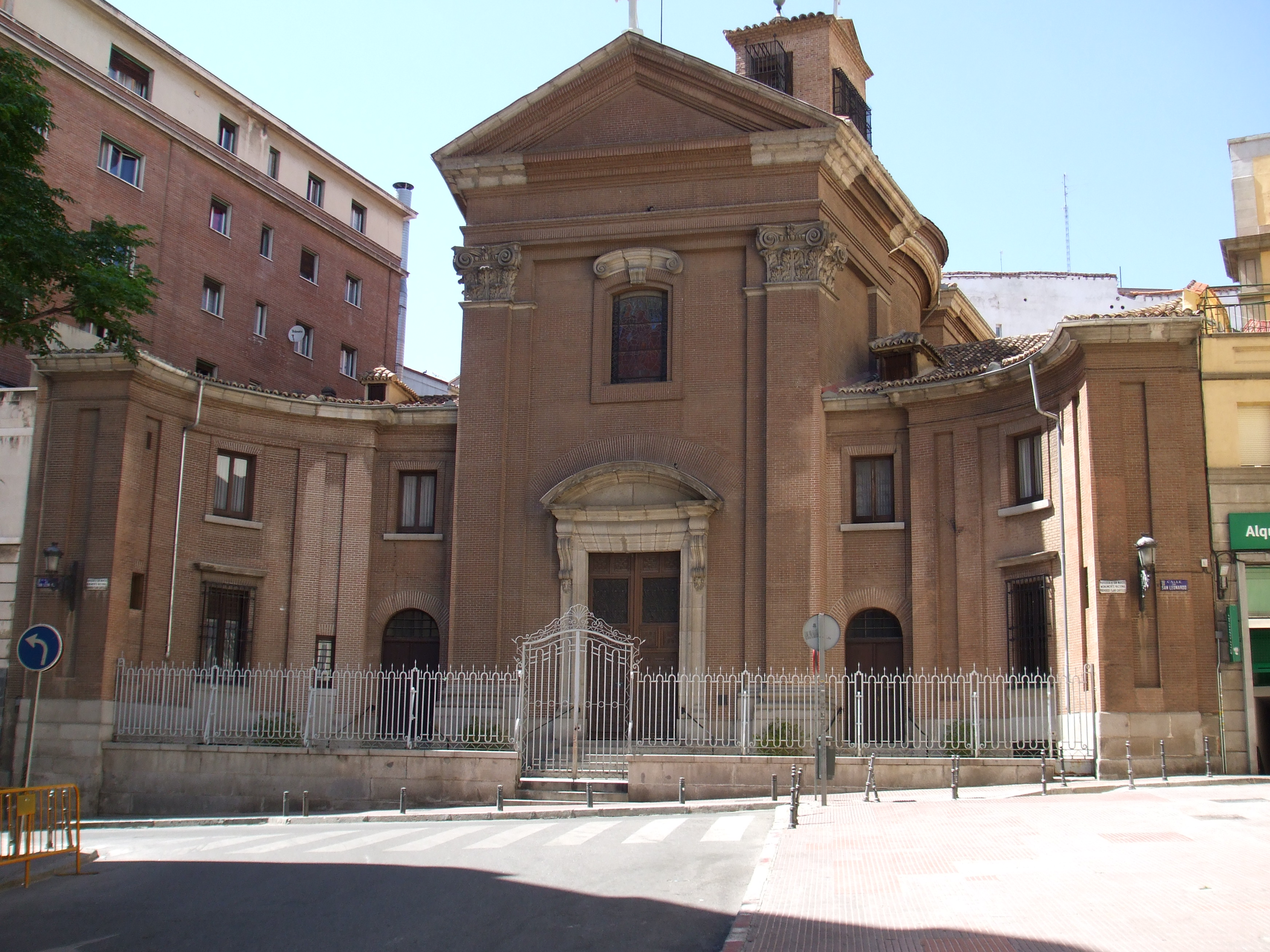
Iglesia de San Marcos (Madrid).

Hacia 1760 influye mucho en él la obra de Juan de Herrera y el estilo de placas para la composición de alzados, aunque la planta y el espacio sigan siendo barrocos. Un ejemplo es el convento de los Agustinos Filipinos de Valladolid, el Real Colegio de Cirugía de Barcelona (1761-1764, actual sede de la Real Academia de Medicina de Cataluña), en el que sólo la geometría y la tectónica confiere expresividad a sus fachadas, el ayuntamiento de Haro (La Rioja) (1769) y sus proyectos para la nueva Biblioteca y la Real Fábrica de Cristales de La Granja (Segovia). Por esos mismos años (1767-1769) reformó también el interior de la Colegiata de San Isidro (Madrid), para la que proyectó un nuevo presbiterio y el retablo del altar mayor, además de una rica decoración.

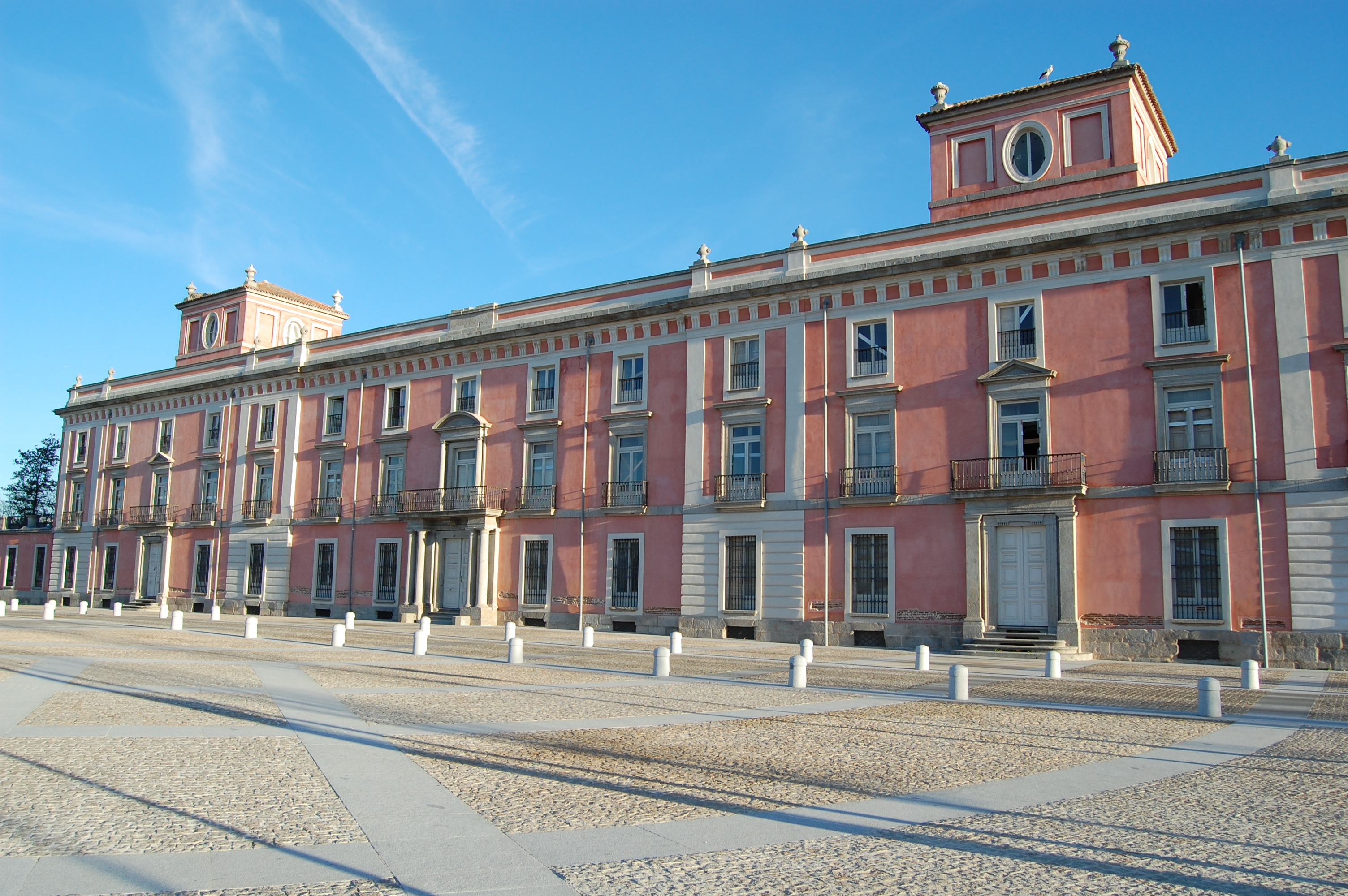
El palacio del Infante don Luis, en Boadilla del Monte (Madrid).

Abordó la arquitectura palatina, dejando diseños en los que se refleja su dependencia del trazado de la residencia real: palacio de Liria (1770), que tiene características del barroco italiano; palacio de Altamira (1773-1775) —actualmente sede del Istituto Europeo di Design— (ambos en Madrid); dos palacios para el infante don Luis, hermano de Carlos III: el palacio de Boadilla del Monte (Madrid) (para el que diseñó también los muebles) (1776) y el palacio de la Mosquera de Arenas de San Pedro (Ávila) (en esta última localidad construyó igualmente la capilla Real en el Convento-Santuario de San Pedro de Alcántara). También levantó el Palacio Municipal de Betanzos (La Coruña) sobre el anterior renacentista, del que tan sólo conservó el escudo imperial de Carlos V, el de la ciudad y una parte del antiguo zaguán.

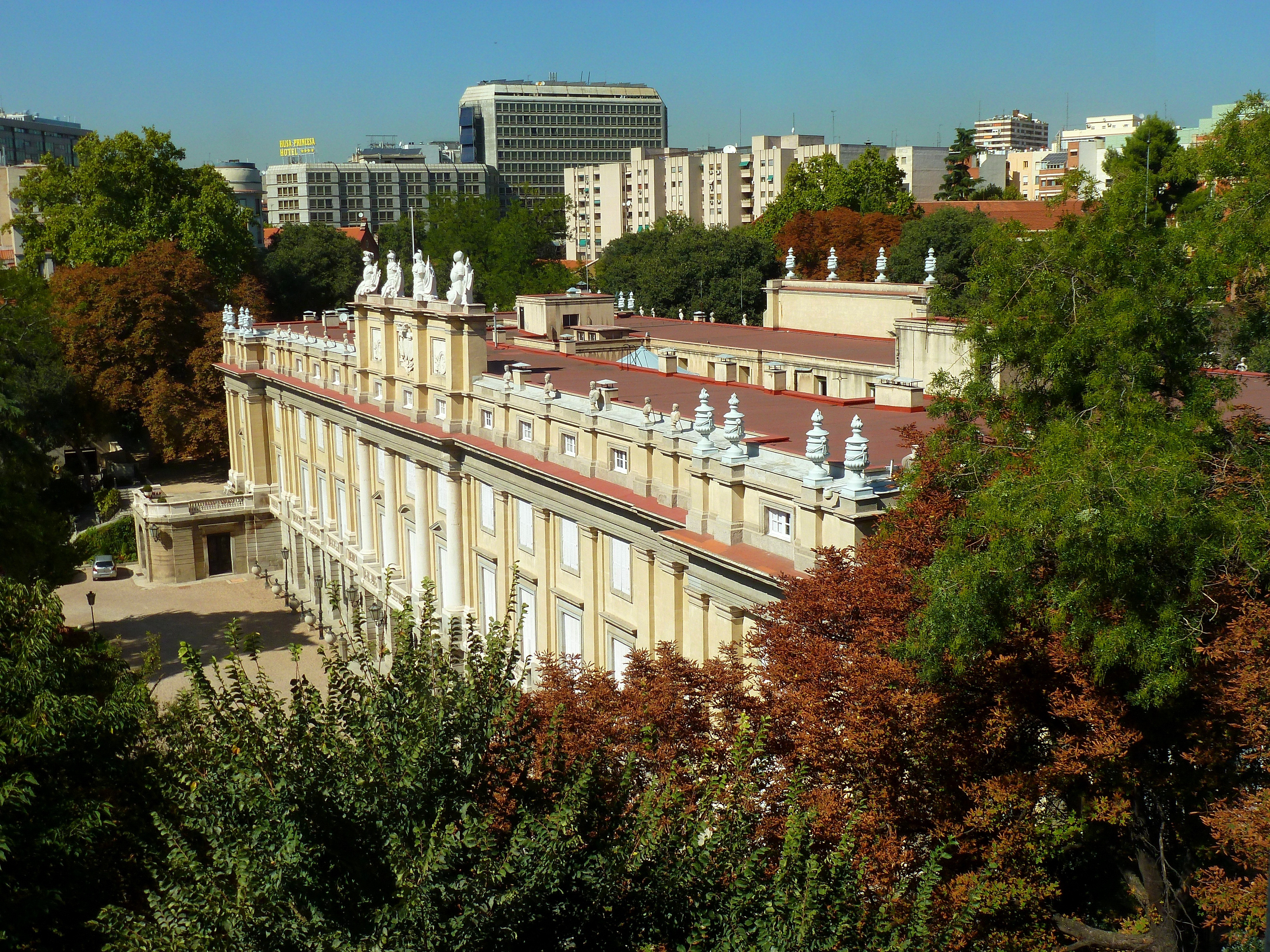
Palacio de Liria (Madrid).

Obtuvo el título de maestro mayor del Ayuntamiento de Madrid en 1764 y sus informes fueron decisivos para el ordenamiento urbano de la capital. Desarrolló también una actividad de gran dimensión fuera de la corte diseñando ayuntamientos, escuelas, puentes, mataderos, etc. Sirvan como ejemplos la plaza Mayor de Ávila, el Hospital General de Madrid (finalmente realizado por Sabatini, actual Museo Reina Sofía), la fachada de la Catedral de Pamplona, el Sagrario de la Catedral de Jaén (1761-1764), el retablo mayor de la Catedral de Zamora, construido entre 1765 y 1776, y que sustituyó a uno anterior de Joaquín Benito Churriguera, gravemente dañado a consecuencia del terremoto de Lisboa de 1755, para el que se inspiró en el que había diseñado Sabatini para la Catedral de Segovia; la ermita de San Nicasio en Leganés (tradicionalmente fechada entre 1772 y 1785, aunque seguramente sea de la década de 1760, muy similar al mencionado Sagrario de la Catedral de Jaén), la Casa de Baños de Las Caldas (Oviedo) (1773), el sanatorio de Trillo (1775), la cárcel de Brihuega (ambos en la provincia de Guadalajara), la iglesia de Nuestra Señora de la Asunción de Larrabezúa (Vizcaya) (1777-1784) o el remate octogonal cupulado de la torre de la catedral de Murcia (1782-1793). También diseñó la Iglesia de San Lorenzo e hizo los planos de un teatro para Murcia, proyecto que no se llegó a ejecutar.

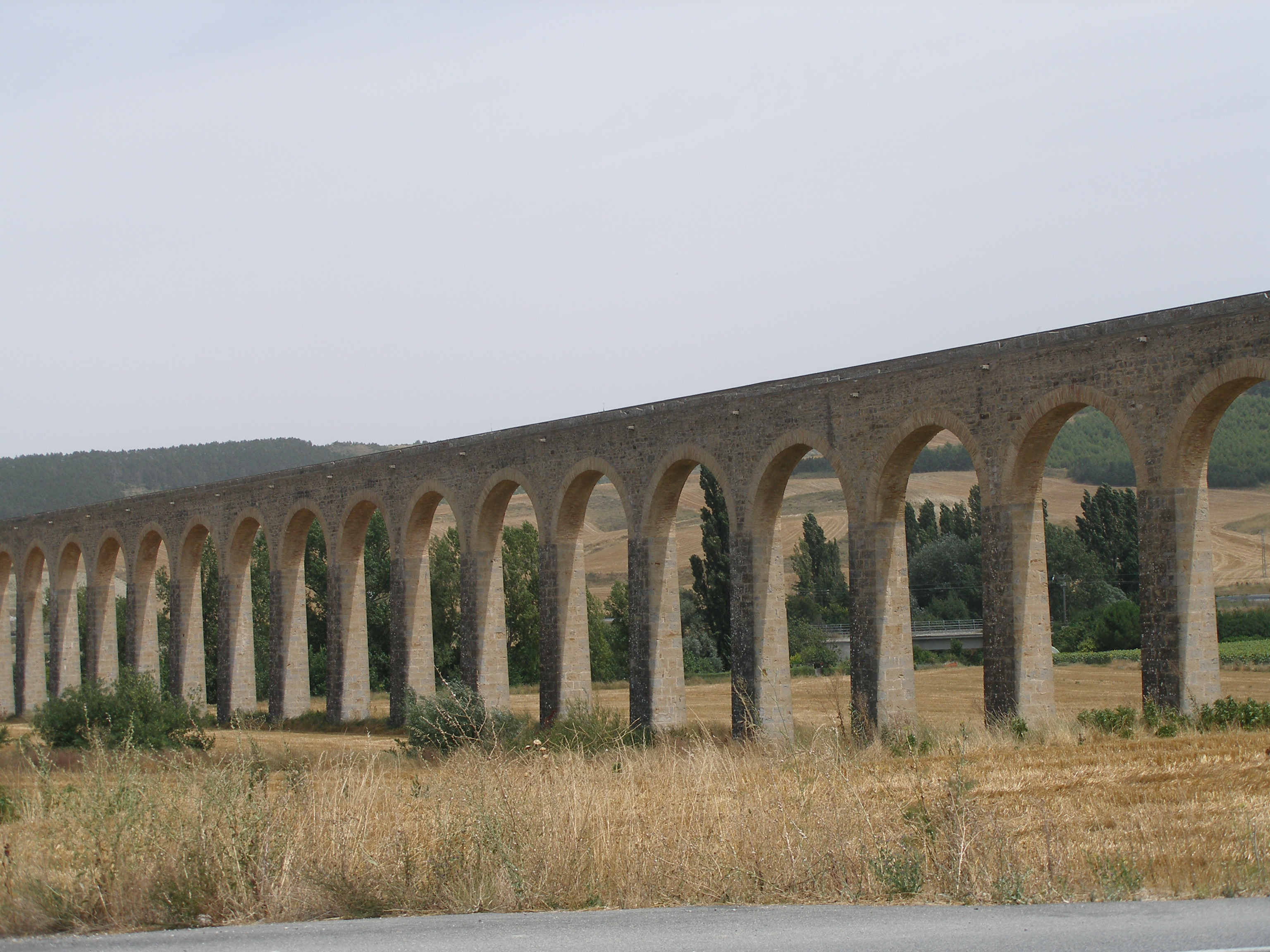
Acueducto de Noáin (Navarra).

Sin embargo, nada le pudo compensar de la pérdida del favor real, a lo que se unió el fracaso de algunos proyectos: la puerta de Alcalá (construida finalmente por Sabatini en 1764) o la basílica de San Francisco el Grande (también terminada por Sabatini en 1768). A todo ello se añadió la muerte de su esposa en 1776.
Finalmente, dentro de las obras de su última etapa, cabe citar el palacio de Almanzora (Almería), encargado por el marqués de la Romana, el acueducto de Noáin (Navarra) (1782) y la imponente fachada de la Catedral de Pamplona (1783), con una portada plenamente clasicista, a base de columnata y frontón, y dos torres-campanario (vestigio de su etapa barroca) que confieren verticalidad al conjunto, aunque para ello demolió la fachada original románica (cosa que los pamplonicas nunca le perdonaron).

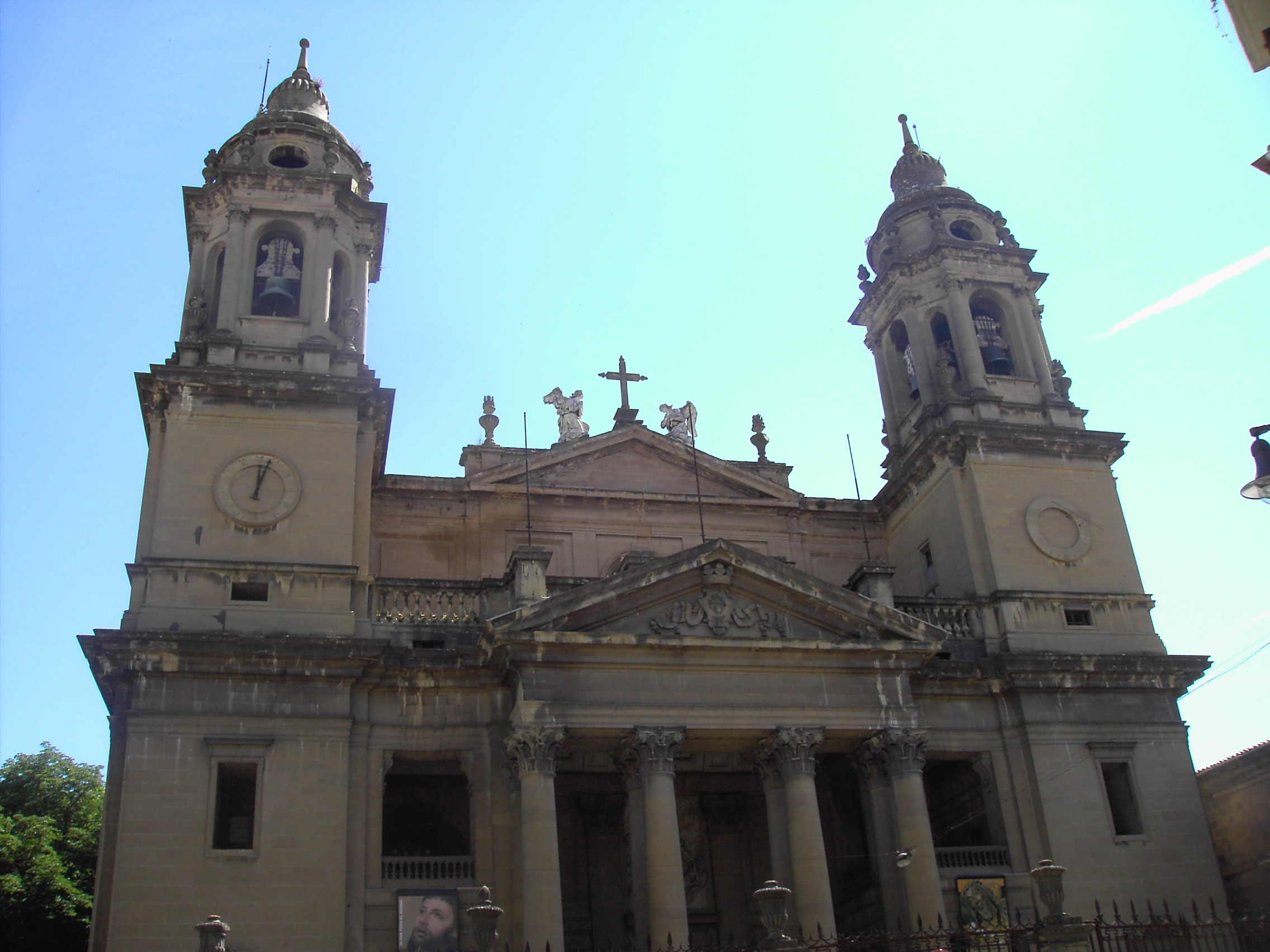
Fachada de la Catedral de Santa María la Real de Pamplona. Diseñada por Ventura Rodríguez y ejecutada por Santos Ángel de Ochandátegui.

También es de su autoría la actual iglesia del monasterio de Santo Domingo de Silos (Burgos). Dada la escasa sensibilidad hacia las obras del Medievo de que hicieron gala todos los artistas de la época, no tuvo reparo en derribar el primitivo templo románico[cita requerida] del que no ha quedado sino una parte del transepto y la Puerta de las Vírgenes que lo comunicaba con el claustro. El propio claustro estuvo en trance de desaparecer bajo su piqueta, debiendo su salvación a la falta de presupuesto[cita requerida]. 
Ventura Rodríguez recibió del Consejo de Castilla el encargo de elaborar un informe sobre las condiciones en que se encontraban los templos de la diócesis de Almería y la archidiócesis de Granada, y el de inspeccionar los proyectos para nuevas construcciones. Rodríguez delegó en Manuel Machuca y Vargas la revisión de las iglesias de Almería. 

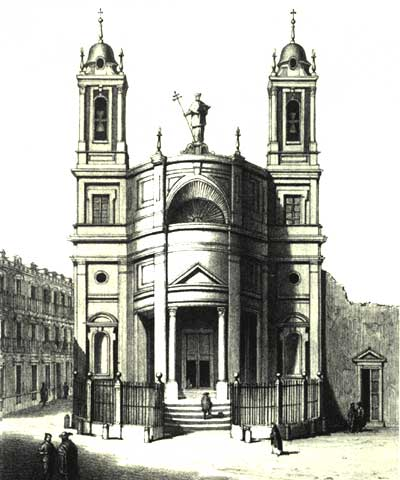
Grabado de la fachada de la iglesia del desaparecido convento de San Norberto, en Madrid.

Personalmente intervino en los siguientes proyectos: Vélez de Benaudalla (1776), Nívar (1778), Algarinejo (1779), Cájar e Iznalloz (ambos en 1780), Alcútar, Picena, Villanueva de Abajo e Iglesia de Nuestra Señora de Villamelendro (todos ellos en 1782), Molzívar y Talará (1783 en los dos últimos casos). La Iglesia de la Encarnación (1785) en Santa Fe y la Iglesia Colegiata Mayor de Santa María de la Encarnación de Loja, fueron proyectos acabados por su alumno Domingo Loys de Monteagudo; todos los citados corresponden a la actual provincia de Granada. En cuanto a la provincia almeriense, los templos en los que trabajó se hallan en Alhabia de Taha (1777), Gádor y Olula del Río (ambos en 1780), Benahadux (1783) y la capital, en la que proyectó el trascoro y el tabernáculo de la capilla mayor de la catedral, ejecutados por el escultor Eusebio Valdés, aunque en este último caso se alteró parte del mismo.
A lo largo de su vida contrajo matrimonio en tres ocasiones. La primera, con Josepha de Flores López (natural de Camarena, Toledo), el día 12 de enero de 1740; la segunda, con la zaragozana Rita de Garro y Cantería, el día 2 de enero de 1751, y la tercera con la gaditana Micaela Cayón Santamán, el día 25 de abril de 1765.[cita requerida]
Murió viudo en Madrid el 26 de agosto de 1785. Sus restos reposan en la capilla de los arquitectos de la iglesia de San Sebastián de la ciudad.

### Obras desaparecidas
Un notable edificio suyo que lamentablemente no se conserva es la iglesia del convento de los Padres Premonstratenses (en España más conocidos simplemente como Mostenses), dedicado al fundador de la Orden, san Norberto. Esta iglesia madrileña estaba en ruinas, y él fue el encargado de reconstruirla, en 1754. Tenía una bella fachada convexa flanqueada por dos torreones, pero fue víctima del desenfrenado plan de apertura de plazas del rey intruso José Bonaparte (al que por algo llamaban Pepe Plazuelas). Primero se derribó el convento, en abril de 1810, pero en mayo de ese mismo año se dictó orden de demoler también la iglesia. No obstante, los arquitectos a los que se encargó dirigir esta operación, tanto Silvestre Pérez (arquitecto real) como Juan Antonio Cuervo, se negaron, ya que al valor artístico de la obra se unía el hecho de que ambos habían sido discípulos precisamente de Ventura Rodríguez. Sin embargo, sus informes negativos no sirvieron de nada y en 1811 una nueva orden real acabó por echar abajo lo que quedaba del edificio.

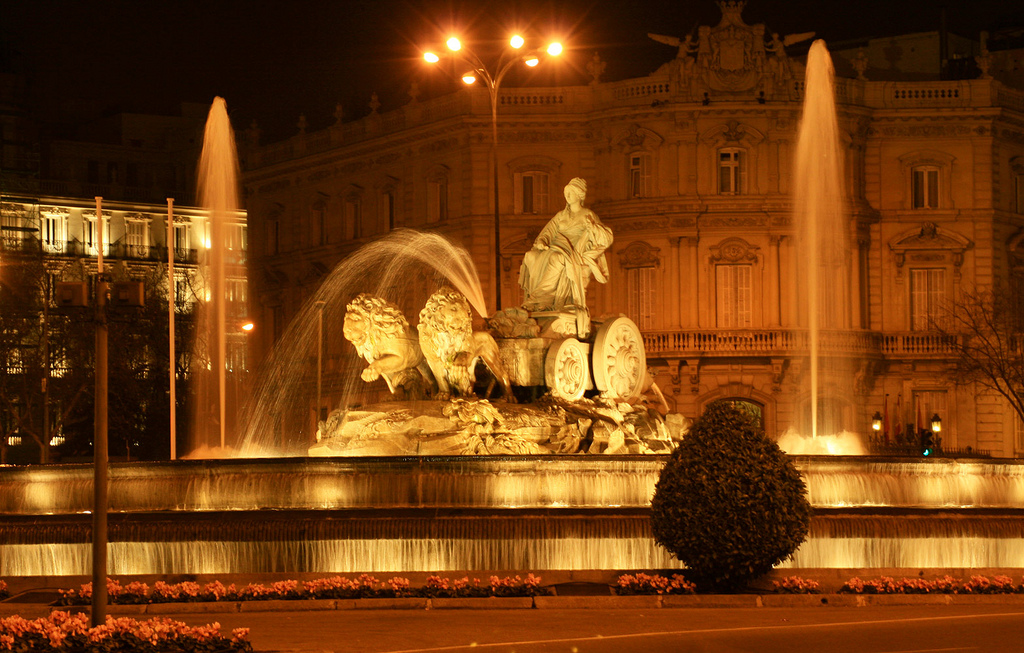
Fuente de Cibeles, diseñada por Ventura Rodríguez.

Otra de las obras demolidas del arquitecto es la puerta de Atocha, derribada en 1851 para construir la Estación de Atocha. A la nueva terminal de alta velocidad inaugurada en 1992 se le dio el nombre de Puerta de Atocha en su honor.

### Diseño de fuentes monumentales
A su labor en el campo de la arquitectura se une el diseño de varias fuentes (aunque la ejecución material fue encomendada a escultores, ya que no era esa su profesión). Se trata de las tres del Salón del Prado (Cibeles, Apolo y Neptuno), las vecinas Cuatro Fuentes y fuente de la Alcachofa, la Fuente de las Conchas, en el Campo del Moro (originalmente en los jardines del palacio del Infante don Luis, en Boadilla del Monte), la fuente de los Delfines, situada en las Escuelas Pías de San Antón y la llamada precisamente fuente de Ventura Rodríguez o de los Tres Caños, en Boadilla del Monte.

## Reconocimientos

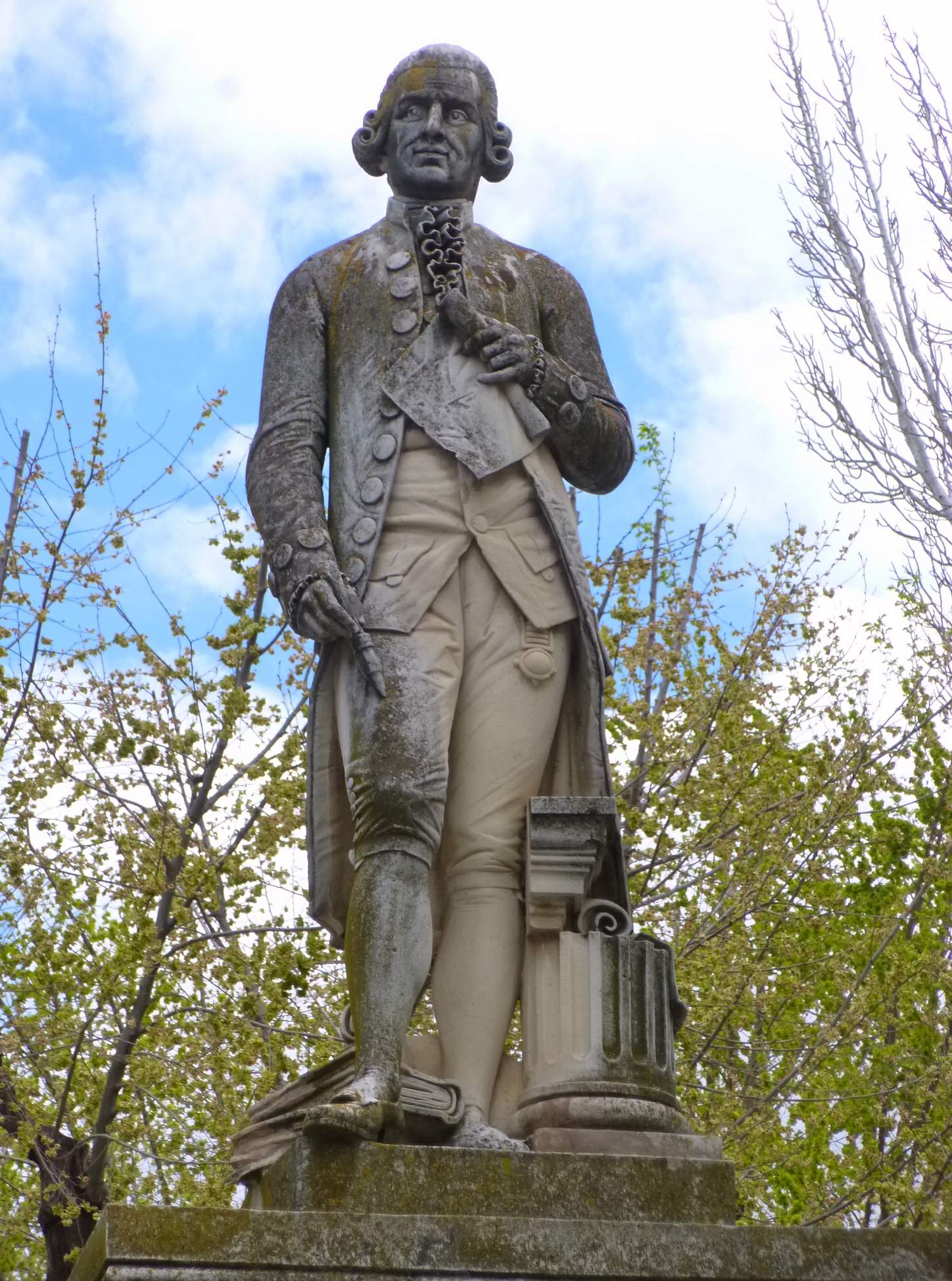
Monumento a Ventura Rodríguez en su Ciempozuelos natal.

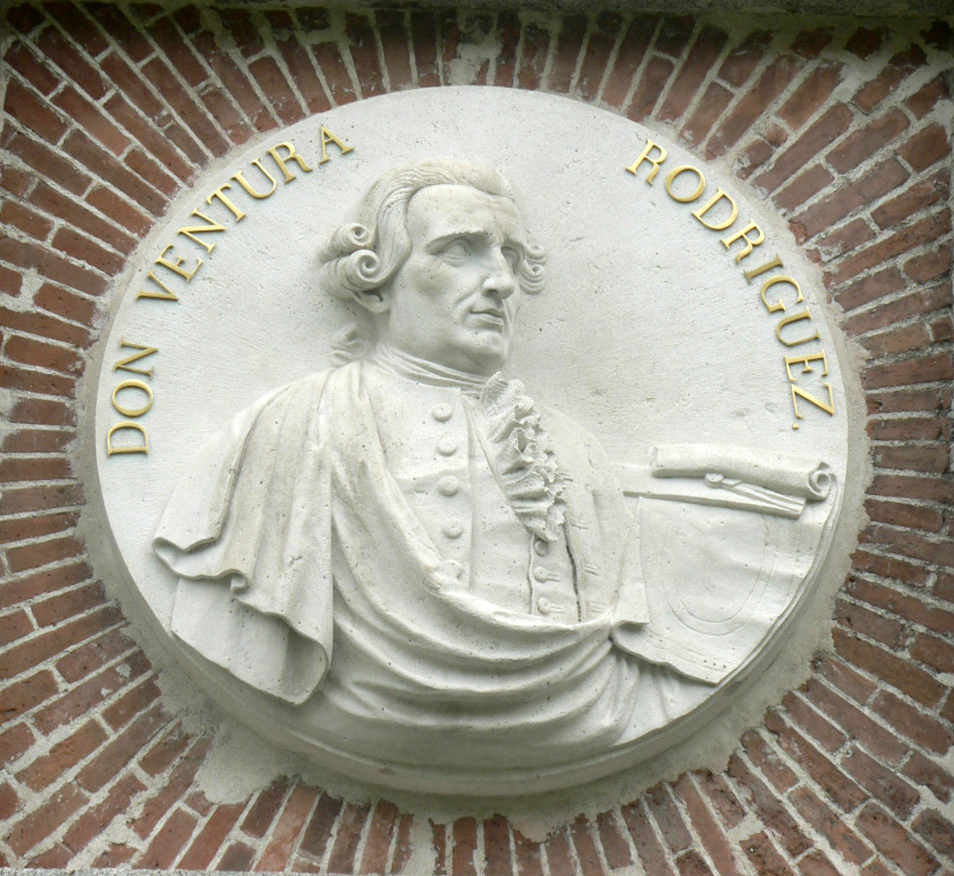
Medallón dedicado al arquitecto en la fachada oeste del Edificio Villanueva del Museo del Prado.

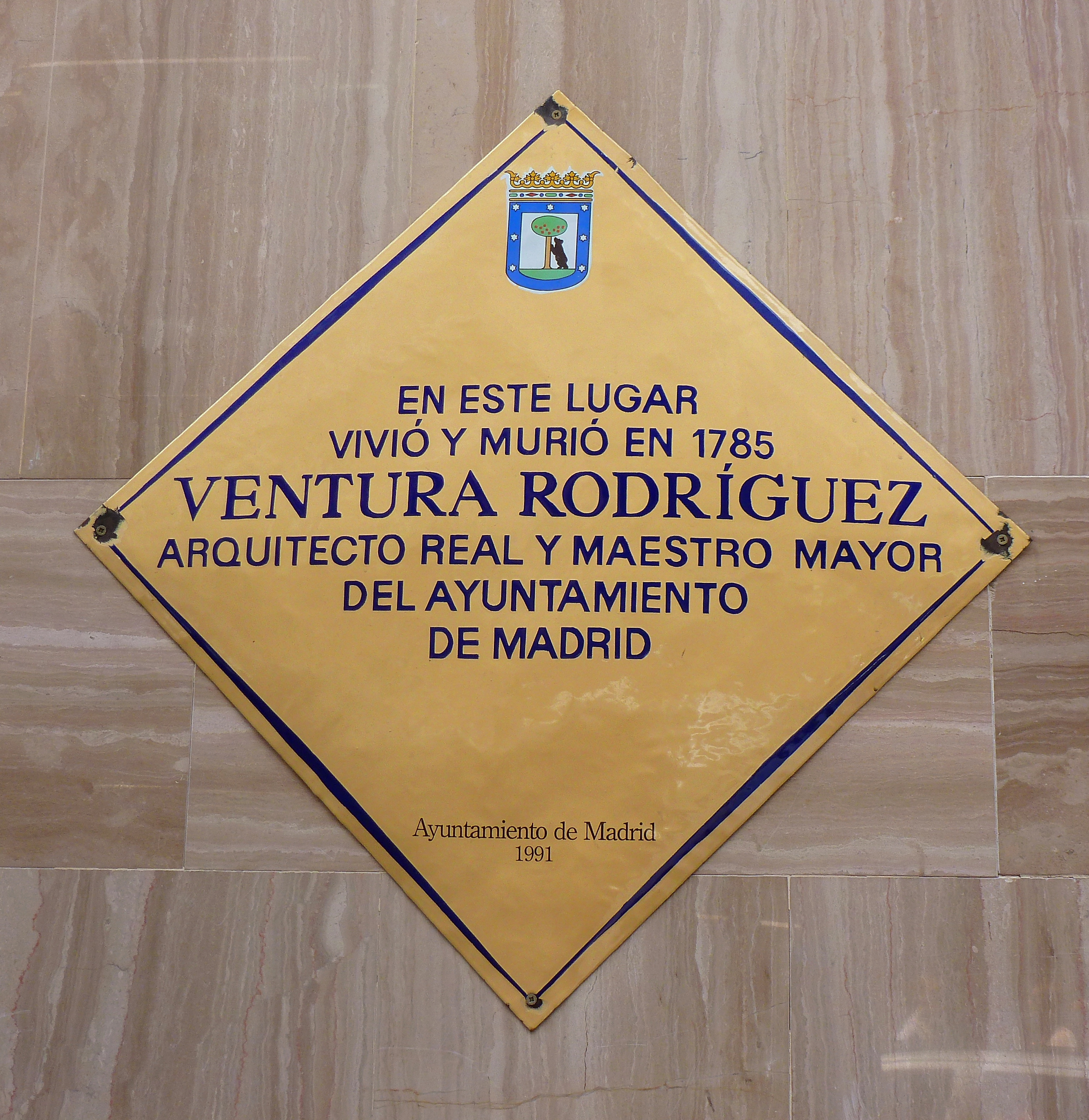
Placa conmemorativa en el número 13 de la calle Leganitos de Madrid, donde Ventura Rodríguez vivió y falleció.

En su pueblo natal, Ciempozuelos, cuenta con una plaza en la que se puede encontrar una estatua y una fuente en su honor, una calle y da nombre al colegio más importante de la localidad. A su vez está prevista la creación de un museo etnológico municipal que lleve su nombre.
En Madrid tiene dedicada una calle en el barrio de Argüelles y una estación de Metro en la línea 3, situada a la altura de dicha vía.
En Boadilla del Monte, donde construyó el Palacio del Infante don Luis, da nombre a uno de los institutos de la localidad.
En Oviedo se le concedió una calle en 1964, en uno de los laterales del Real Hospicio, hoy Hotel de la Reconquista, cuya capilla diseñó, al igual que el citado Balneario de Las Caldas. 
En Pamplona tiene dedicada una calle en el barrio de Buztintxuri.
En Málaga tiene dedicada una calle en el barrio de la Trinidad.
En Barcelona tiene dedicada una calle en el barrio de El Valle de Hebrón.
En Zaragoza tiene dedicada una calle en el barrio de San José. 
En Leganés una plaza del casco antiguo lleva su nombre y en 1998 se le erigió una estatua en la rotonda que da acceso al barrio de Valdepelayo y al polígono industrial Polvoranca, obra del artista Fernando Bellver (Premio Nacional de Arte Gráfico 2008).